# Justine Pelmelay

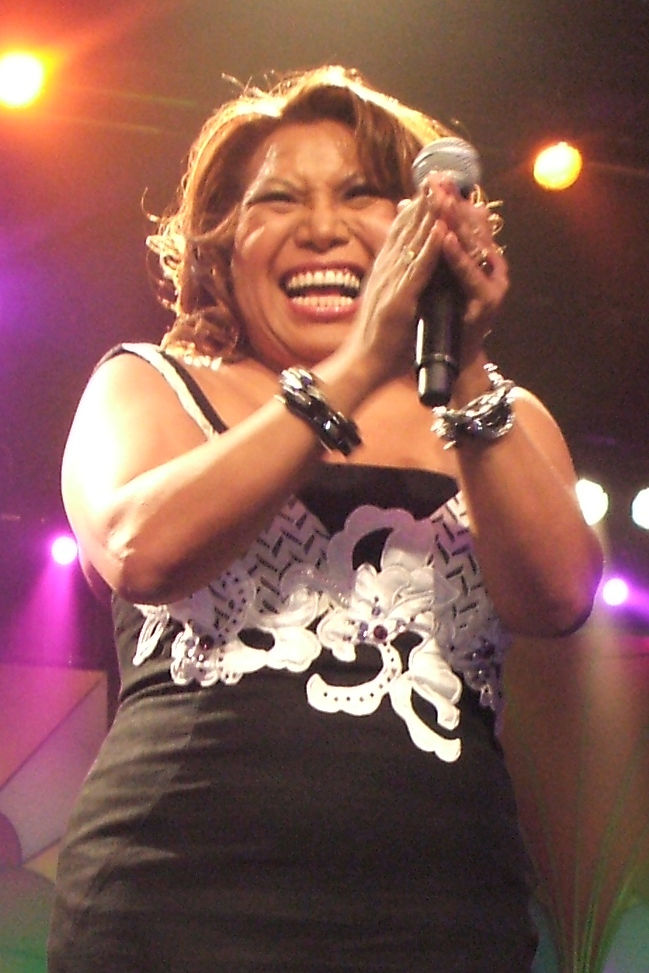
Justine Pelmelay 2011

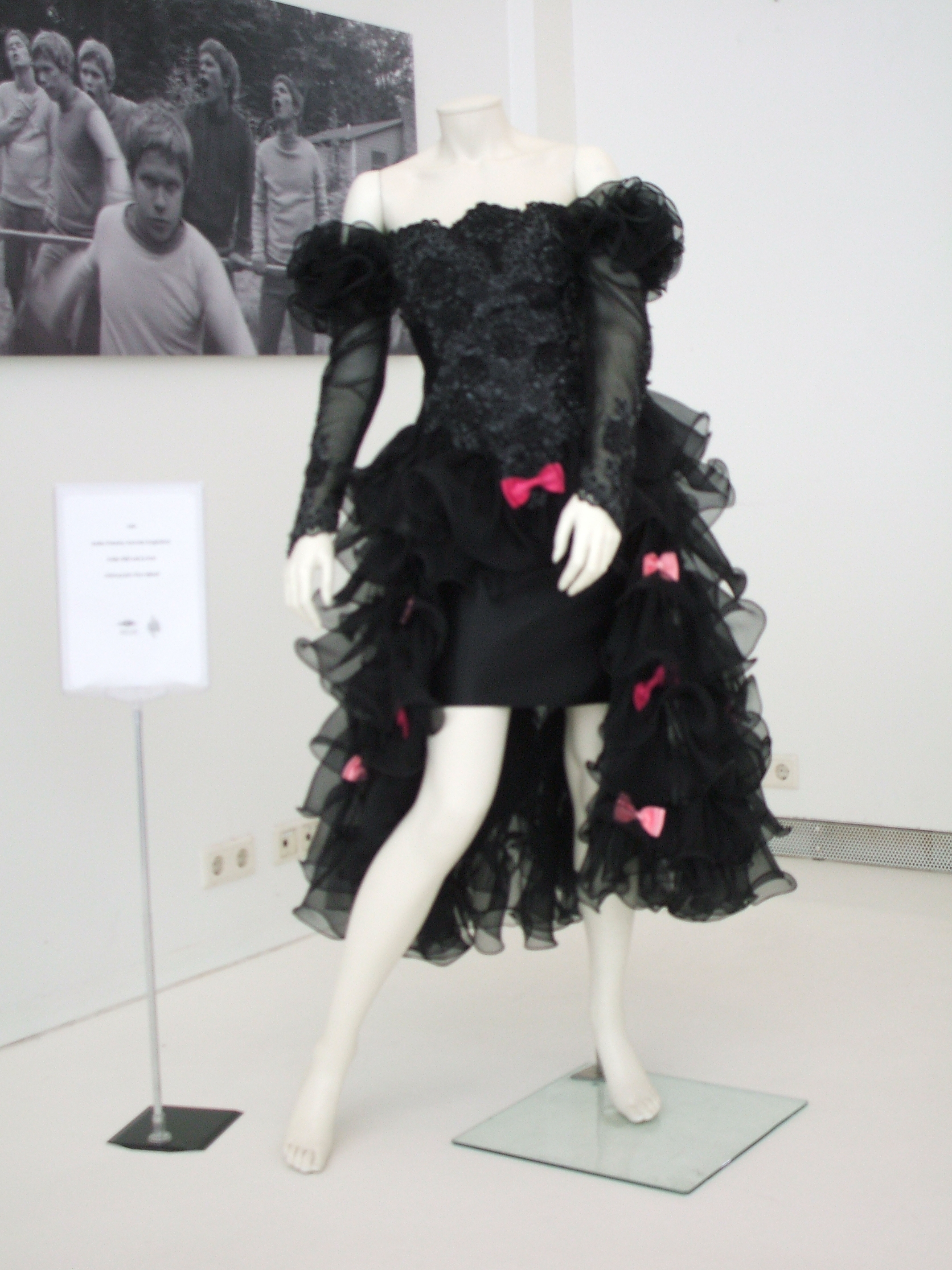
Justine Pelmelays klänning från Eurovision Song Contest 1989

Anneke Wilma (Justine) Pelmelay, född 24 september 1958 i Leiden, är en nederländsk sångerska. Hon är kanske mest känd för att ha representerat Nederländerna i Eurovision Song Contest 1989 med låten Blijf zoals je bent.
Justine Pelmelays föräldrar kommer båda ursprungligen från Indonesien, modern från Java och fadern från Ambon. Artistnamnet Justine var hennes mormoders namn. Familjen är musikalisk och hennes fyra bröder; Joop, William, Frits och John, samt hennes syster Elleke spelar alla ett instrument. Under 1980-talet sjöng Pelmelay själv i olika musikgrupper, däribland Pasadena Dream Band, Swinging Soul Machine och The Jody Singers. Hon deltog i Eurovision Song Contest 1988 som en del av bakgrundskören till Gerard Joling och låten Shangri La. Året därpå fick hon själv representera Nederländerna i Eurovision Song Contest med låten Blif zoals je bent. Hon hamnade på en 15:e plats av totalt 22 framträdanden med 45 poäng.
Under 1990-talet bildade Pelmelay duon Justine & Marlon tillsammans med den nederländsk-indonesiska TV-kocken Lonny Gerungan. Tillsammans gav de ut tre framgångsrika album. Pelmelay gav dessutom ut ett antal singlar, däribland Perhaps Love som var en duett med countrysångaren John Denver.

## Singlar
- 1987 Smiley people / Smiley people (instrumental) Touch Down 221.069 (Pasadena Dream Band)
- 1989 Blijf zoals je bent / Stay the way you are CNR Records 145.489-7 (som Justine)
- 1990 The man I love / Just CNR Records 142.387-7 (som Justine)
- 1991 Hold me / We've got tonight CNR Records 142.428-7 (som Justine)
- 1995 Waarom huil je toch, Nona Maris? / Sarinah VNC 55 1553-2 (Justine & Marlon)
- 1995 E tanase / Oleh sioh VNC 55 1564-2 (Justine & Marlon)
- 1996 Een vriend laat je niet in de steek / My best friend ABCD 30002-3
- 1996 Perhaps love (Liefde is...) / Just married ABCD 30007-3 (Perhaps love: John Denver & Justine Pelmelay)
- 1997 De laatste keer / De laatste keer (karaoke version) ABCD 30076-3
- 2001 Alles wat ik wil / Alles wat ik wil (karaoke version) JPQ Records 5523762
- 2001 Ik geloof in jou / Ik geloof in jou (karaoke version) JPQ Records 5524492
- 2005 Just one kiss / Just one kiss (instrumental) SPL Records SPL-200-5-05 (Dutch Diva's)
- 2006 Nothing's gonna shut me up (radio edit) / Nothing's gonna shut me up (instrumental) SPL Records SPL-200-6-08

## Album
- 1992 Christmas album Blokker BV LPBL 1001
- 1993 The wedding album Pink Records 270771
- 1995 Ramé ramé met Justine & Marlon VNC 55 1042-2 (Justine & Marlon)
- 1995 Liedjes van verlangen VNC 55 1050-2 (Justine & Marlon)
- 1995 Kerst in de gordel van smaragd VNC 55 1053-2 (med Marlon, Wieteke van Dort, Rudy van Dalm, Andres och Chris Latul)